# Passaloecus singularis
Passaloecus singularis är en stekelart som beskrevs av Anders Gustav Dahlbom 1844. Passaloecus singularis ingår i släktet Passaloecus, och familjen Crabronidae. Arten är reproducerande i Sverige.